# Belvidere (Vermont)
Pour les articles homonymes, voir Belvidere.
Belvidere est une municipalité (town) américaine de l'État du Vermont située dans le comté de Lamoille. Lors du recensement de 2020, sa population s'élevait à  358 habitants.

## Géographie
Le territoire de Belvidere, en forme de pentagone irrégulier, s'étend sur 83,14 km2 dans le nord du comté de Lamoille et est limitrophe de celui de Franklin. Il est baigné par la branche nord de la rivière Lamoille et comprend les localités de Belvidere Center, Belvidere Corners et Belvidere Junction.
|             | Montgomery |      |
| Bakersfield | Belvidere  | Eden |
| Waterville  | Johnson    |      |

## Histoire
Le village est fondé au début du XIXe siècle et fait partie du comté de Lamoille depuis sa création en 1836. Le pont couvert Morgan est construit au-dessus de la Lamoille en 1887.

## Politique et administration
La municipalité est administrée par un conseil de trois membres élus (Selectboard) qui est responsable de la conduite générale des affaires locales. Il a pour fonctions de publier les règlements locaux, préparer le budget, superviser toutes les dépenses, gérer les employés municipaux et contrôler les bâtiments et les biens publics. Il est assisté de « justices de paix » élus et d'un administrateur (clerk town), réunis au sein du Conseil de l'autorité civile.